# ㅕ
ㅕ是朝鲜语谚文中的一个元音字母，在韩国的谚文字母表中排序第18位。该字母的名称为“여”。
ㅕ在韩国的标准语中读作/jʌ/，在朝鲜的文化语中读作/jɔ/，在部分朝鲜语方言中读作/jə/。
ㅕ在馬-賴轉寫中转写为yŏ；在文观部式中转写为yeo。
ㅕ在朝鲜语盲文中，被表记为。其摩尔斯电码为“・・・”。

## 字符编码
| 種類               | 用途 | Unicode | HTML     |
| ------------------ | ---- | ------- | -------- |
| 諺文相容字母       | ㅕ   | U+3155  | &#12629; |
| 諺文字母應用       |      | U+1167  | &#4455;  |
| 漢陽私人使用區應用 |      | U+F816  | &#63510; |
| 半形字母           | ￊ    | U+FFC6  | &#65482; |